# Sonido ingresivo
En el lenguaje humano, son sonidos ingresivos aquellos en los cuales la corriente de aire fluye hacia adentro, a través de la boca o la nariz. 
Un sonido ingresivo puede ser:
- Lingual velar (con la lengua y el velo del paladar), se produce un chasquido o click consonántico. Estos chasquidos consonáticos son frecuentes en las lenguas joisanas, se encuentran como fonemas en otras lenguas africanas y se usan en la conversación y la comunicación oral en varias lenguas del mundo.
- Glotal igresivo y pulmonar egresivo, se produce una consonante implosiva. Están presentes estas implosivas en el idioma sindhi de la India, en el idioma tailandés; en diversas lenguas africanas (por ejemplo el suajili y las lenguas sudánicas centrales) y en varios de los idiomas indígenas de las Américas (maidu, maya).
- Glotal ingresivo no pulmónico, se produce una implosiva no pulmónica o implosiva sorda, representada por ↓◌ (el símbolo↓ seguido de la consonante pulmónica respectiva). Las implosivas sordas son usadas en el idioma lendu del Congo y algunas otras lenguas africanas; en los idiomas quiché, poqomchí y otras lenguas maya.
- Pulmonar ingresivo o inspiratrio, son usados en la comunicación paralingüística.

Se genera un discurso ingresivo, cuando los sonidos se articulan con el flujo de aire en oposición al flujo que se experimentaría durante el habla normal. Ha sido reportado discurso ingresivo en alrededor de 50 idiomas del mundo.